# Трентон (округ Пірс, Вісконсин)
Трентон (англ. Trenton) — місто (англ. town) в США, в окрузі Пієрс штату Вісконсин. Населення — 1911 особа (2020).

## Демографія
Згідно з переписом 2010 року, у місті мешкало 1829 осіб у 718 домогосподарствах у складі 539 родин. Було 770 помешкань
Расовий склад населення:
| - 97,9 % — білих - 0,7 % — корінних американців - 0,2 % — чорних або афроамериканців - 0,2 % — азіатів - 0,1 % — вихідців з тихоокеанських островів |

До двох чи більше рас належало 0,8 %. Частка іспаномовних становила 0,4 % від усіх жителів.
За віковим діапазоном населення розподілялося таким чином: 23,1 % — особи молодші 18 років, 64,9 % — особи у віці 18—64 років, 12,0 % — особи у віці 65 років та старші. Медіана віку мешканця становила 41,3 року. На 100 осіб жіночої статі у місті припадало 108,1 чоловіків;  на 100 жінок у віці від 18 років та старших — 106,2 чоловіків також старших 18 років.
Середній дохід на одне домашнє господарство  становив 88 011 долар США (медіана — 75 000), а середній дохід на одну сім'ю — 91 635 доларів (медіана — 77 188). Медіана доходів становила 60 345 доларів для чоловіків та 41 607 доларів для жінок. За межею бідності перебувало 6,0 % осіб, у тому числі 7,3 % дітей у віці до 18 років та 8,9 % осіб у віці 65 років та старших.
Цивільне працевлаштоване населення становило 980 осіб. Основні галузі зайнятості: виробництво — 29,2 %, освіта, охорона здоров'я та соціальна допомога — 15,8 %, мистецтво, розваги та відпочинок — 11,5 %, транспорт — 10,2 %.